# 细尾冷水麻
细尾冷水麻（学名：Pilea matsudae）为荨麻科冷水花属下的一个种。

## 扩展阅读
- 維基物種上的相關：细尾冷水麻